# 皖西军区
皖西军区是中原军区下辖的一个省军级军区。

## 历史

### 1947年
1947年8月刘邓大军千里跃进大别山后，晋冀鲁豫野战军第三纵队负责开辟皖西根据地。从8月底解放叶家集开始，至9月中旬相继解放了六安、舒城、霍山、潜山、金家寨、桐城、太湖、岳西等十几座县城。9月下辖，三纵率7旅、9旅到豫东南的商城、固始县转战，安徽的桂系军队开始反攻皖西解放区，占去了大量县城。三纵司令员陈锡联抓住敌分兵冒进的战机，请示野战军，刘邓指示三纵主力重返皖西“歼灭分散薄弱之敌”。9月30日，陈锡联率纵队部、5个团从豫东南经7昼夜行军赶回了舒城-霍山公路附近，与第8旅围攻整编第88师师部及第62旅，该敌逃至张家店后，即抢修工事，准备顽强顶住三纵围攻再寻机突围逃走。1947年10月9日至10日，三纵按刘邓关于，在六安东南的张家店，全歼整编第88师第62旅，毙、伤敌500多人，俘副旅长唐家楫少将以下4300余人，副师长张世光带十多人抢先化装逃走。缴获山炮1门、迫击炮16门、小炮26门，机枪70余挺，步枪1500余支。六安来援之整编第46师的3个团被三纵第7旅第21团阻挡在距张家店2.5公里的中店一带。三纵牺牲350余人。
1947年10月12日，中原局指示各纵队“放手发动群众、创建大别山解放区”，要求各纵队应大胆分遣部队和大量抽调干部，开展和加强地方土改工作。为使土改工作有步骤有计划地进行。中原局决定成立鄂豫、皖西2个区党委和军区，下设地委军分区、县等党、政、军组织，并由每旅抽出一部分部队为军区、分区之基本武装。中原局强调：“一切服从于土地改革，服从建立根据地的基本任务。”同一天，中原局致三纵队党委《贺张家店战斗胜利》的贺电中，明确要求三纵队党委抓住有利时机，积极筹建皖西军区和区党委机构，并指示陈锡联、曾绍山就区党委、军区以及地委、军分区的人选提出意见。要求皖西“应立即放手发动群众，普遍地展开分浮财运动，在运动中去组织贫农小组，建立贫农困和农会。只要有部分农会或贫农小组，就应召开贫农会员或农会代表大会，讨论与通过中央新颁布的土地法大纲，并立即开会分田。”接到指示后，三纵党委和皖西工委即以主要精力投入了这一工作，在积极物色人选。
1947年11月2日，刘伯承、邓小平率领晋冀鲁豫野战司令部，从从湖北蕲春胡家凉亭出发，经张家于11月4日到达太湖县驻刘家畈南阳河，部队驻扎在上至凉亭（红光）下至南阳河约7.5公里长的地区，司令部、政治部设在南阳河的胡氏新祠。刘邓到宿松视察了在皖西休整的部队后，到太湖县刘家畈传达党中央、毛泽东的指示和部署皖西根据地的工作，看望坚持大别山斗争的同志和从鄂西北转战到皖西的部队。1947年11月9日至12日，刘伯承、邓小平在安徽省太湖县刘家畈（今刘畈乡刘畈村）胡氏新祠召开晋冀鲁豫野战司令部主持，三纵旅以上干部和皖西工委、皖西人民自卫军支队长以上干部参加的高级干部会议，即“刘家畈高干会议”。出席会议的约30余人，野战军和中原局领导有刘伯承、邓小平，李达、张际春，刘子久等；三纵队旅长以上的干部有司令员陈锡联、政委彭涛、副司令员兼参谋长曾绍山、副司令员郑国仲、副政委兼政治部主任阎红彦等；皖西人民自卫军和皖西工委支队长以上的干部有刘昌毅、桂林栖、于一川、张伟群、胥治中、钟大湖、胡鹏飞、何德庆、孔令甫、梁诚等。会议共开了4天，由野战军副政委张际春主持，9日分别听取了政委邓小平、司令员刘伯承的报告，10日听取了中原局常委刘子久的报告。皖西工委汇报了到达大别山后的工作情况，主要是发动群众搞土改的情况。邓小平在会上讲：“你们怎么搞不开？搞得这么小，为什么鄂豫搞得开？大概你们舍不得分散干部。”邓政委做报告讲了五个问题：
1. 目前的形势问题；
2. 两个中心任务(土改和打仗)；
3. 武装建设问题；
4. 作风问题；
5. 鄂西北的教训。

会议做了三项决定：
1. 、成立皖西区党委、皖西军区和皖西行署。皖西区党委书记彭涛(原三纵政委)，副书记桂林栖、于一川。皖西行署主任罗士高。皖西军区司令员曾绍山(原三纵副司令员兼参谋长)，政治委员彭涛兼，参谋长徐力行，政治部主任何柱成。
2. 、在皖西区党委、军区、行署之下设立皖西一、二、三地委、军分区和专员公署。军区与军分区部队则用于拓展地方，发动群众，进行游击，消灭地方反动武装。
  - 一地委/一分区：辖太湖、岳西、潜山、望江、怀宁(一部)。地委书记卢仁灿，副书记李唐，分区司令员孔令甫，政委卢仁灿兼，副司令员伍国仲，副政委兼政治部主任梁诚；专员刘秀山。辖七旅二十团、皖西人民自卫军二支队编为皖西一分区基干团、三纵教导团第3大队。1948年7月1日，在太湖县马嘶铺村，梁诚带机关与警卫人员与敌搜索连遭遇，突围中弹牺牲。
  - 二地委/二分区：辖桐城、庐江、潜（山）北、舒（城）南一带。地委书记武旋声，副书记张伟群；分区司令员马忠全，政委张伟群兼，副司令员钟大湖，副政委袁文波，专员刘征田。辖八旅二十四团、皖西人民自卫军三支队编为皖西二分区基干团、三纵教导团第1大队。
  - 三地委/三分区：辖六安、霍山及舒城、肥西、金寨各一部。地委书记马芳庭，副书记郭万夫、唐晓光，分区司令员曾庆梅（七旅政委），政委马芳庭兼，副司令员朱光，副政委兼政治部主任彭宗珠，专员霍依茹。辖九旅二十七团、纵队教导团第2大队、三纵补充团编为三分区基干团。
3. 兵力的集结和分遣：三纵队的建制不动，用于实施机动，歼灭敌人；三纵抽调军政干部和5个团（7旅20团、8旅24团、9旅27团、纵队教导团、补充团）7000余人，与中原突围的皖西人民自卫军（辖3个支队）组建了皖西军区。刘昌毅调任三纵副司令员。皖西人民自卫军第1支队改为37团，暂由3纵7旅指挥（但几个月后调回皖西军区建制）。

刘邓首长在刘家畈召开千人群众大会，反复向群众说明，挺进大别山是在消灭敌人100个旅以后党中央、毛主席的英明决策，刘邓部队决心坚持同大别山人民同生死，共患难；刘邓首长详细介绍解放军在全国各个战场的作战情况，宣传解放军战略反攻的大好形势；并就土地法大纲讲解有关土改政策；会后迅速抽调干部战士参加土改工作，“一手拿枪，一手分田”。11月13日，刘伯承、邓小平离开刘家畈枫树沟，经弥陀寺到田家铺。刘昌毅、桂林栖回到太湖县城召开营以上干部会议，传达刘家畈会议精神。11月15日，中共皖西区党委、皖西军区、皖西行署在岳西汤池畈正式宣布成立。11月底，皖西区委书记彭涛在舒城晓天附近，传达贯彻刘家畈会议精神，并将贯彻情况致电刘邓。
刘家畈会议以后，刘邓大军在短时间内，普遍实行了打土豪分浮财分田地的政策，每个纵队都抽调干部战士参加土改工作，“一手拿枪，一手分田”。到1947年底，大别山约有80万到90万人口的地区分配了土地。

### 1948年
1948年2月以皖西军区派去的两个连和吴万银（新四军二师六旅十八团副团长、定滁全支队司令员、巢北工委书记）的巢北游击队（又称“巢北游击支队”），成立第四分区并任司令员。副政委宋尔廉、刘健挺。1948年4月18日，敌从襄安、石涧埠、无为城三面合围四分区驻地尚礼岗、尖山垴。吴万银率部一边迎战，一边向湖东、庐江转移。敌人穷追不舍，在庐江白石山附近，部队与敌1个团遭遇，激战一整天。4月22日清晨，吴万银率部从敌人侧面插入敌后，由于白天行动，在渡过一条30米宽的小河上岸后，狙击的敌军用机枪扫射，吴万银中弹牺牲。当晚，遗体被同志们就近掩埋于徐桥。
1948年6月，以20团、24团、27团为基础，组建皖西军区独立旅。37团也归其指挥。 
1948年12月，皖西军区划归华东军区建制。1949年1月，原第1、2、3、4军分区依次改称皖山、桐城、六安、巢湖军分区。1949年4月，皖西军区撤消，并入新成立的皖北军区。皖西的梁诚、吴万银、李唐、白涛、顾正钧、侯震东、李坤、姚守永、刘建民、黄柳强、彭年、吴斗山、余成宇等300多地县级干部战斗牺牲，始终保存了舒六桐潜边50万人口的一块干净的根据地坚持到野战大军解放全江北。

### 1949年
1949年3月，皖西军区独立旅中的20团（欠第2营）、24团（欠第2营）归建第十一军，改番号为第十一军31师92团和32师96团，以后分别是12军36师107团和16军48师144团。皖西军区独立旅改称皖北军区独立师，下辖20团2营、27团、37团。24团2营与起义的寿县保安团合并整编为皖北军区独立第8团。1949年6月，皖北军区独立师改称第十军第30师：
- 第88团的前身是1940年夏“筑先抗日游击纵队”之一部改编的八路军第129师新编第8旅第22团。1942年6月编入冀南军区第3军分区仍为第22团。1944年5月改称冀鲁豫军区第4军分区22团。1945年夏编入平汉纵队仍称第22团。1945年9月7日改称冀南纵队第22团，后归冀南军区雷绍康支队指挥。1945年11月4日改编为晋冀鲁豫野战军第二纵队5旅13团。1947年11月随旅调入鄂豫军区仍为第5旅13团。1948年8月改称鄂豫军区教导第3旅第7团，49年1月24日改编为第十军直属88团。1949年6月编入第30师仍为第88团。该团是冀南老部队，是师主力团。
- 第89团由原皖西27团与皖北军区独立8团合编组成。89团后改编为海军陆战队第1团
- 第90团由原皖西37团与桐庐基干团及原20团2营合编组成。后来，90团团直改为海军航空兵第1师第1团，该团3个营与88团全部及海军炮兵学校预科总队合编为海军炮兵预科学校。